# 迪尔贝克
迪尔贝克（荷蘭語：Dilbeek，荷蘭語發音：[ˈdɪlbeːk] ⓘ）是比利时弗拉芒大區弗拉芒布拉班特省哈勒-维尔福德区的一个市镇，东临布鲁塞尔首都大区，面积41.18平方千米，人口42,434人（2018年1月1日）。迪尔贝克是弗拉芒社群的一部分，官方语言与当地多数居民使用的语言为荷蘭語，不过当地有一定数量的法语人口，但迪尔贝克并不是一个语言便利市镇，市政部门不为法语人士提供语言便利。